# 和歌山県高等学校の廃校一覧
和歌山県高等学校の廃校一覧（わかやまけんこうとうがっこうのはいこういちらん）とは、和歌山県の廃校となった高等学校の一覧。対象となるのは学制改革（1948年）以降に廃校となった高等学校と分校である。名称は廃校当時のもの。廃校時に属していた自治体が合併により消滅している場合は現行の自治体に含める。また、現在休校中の学校は公式には存続していることとなっているが、休校中の学校は事実上廃校となっている場合が多いため、便宜上本項に記載する。
小学校や中学校と異なり、生徒が在学中に在籍校が変更となることはほとんどなく、新設校が開校する年と旧校が閉校となる年は異なることが多い。また、統合した場合でも片方の高等学校が旧校の生徒が卒業するまで存続扱いとなる場合もある。

## 公立高等学校

### 和歌山市
- 和歌山県立和歌山第二工業高等学校（定時制校）- 2007年和歌山県立和歌山工業高等学校に統合され[1]、2010年閉校。
- 和歌山県立和歌山西高等学校- 2012年和歌山県立和歌山北高等学校に統合され[2]、2014年閉校[3]。
- 和歌山県立青陵高等学校｛定時制｝ - 2012年陵雲高と統合し和歌山県立きのくに青雲高等学校となり[4]、2015年閉校。
- 和歌山県立陵雲高等学校｛通信制｝ - 2012年青陵高と統合しきのくに青雲高等学校となり[4]、2015年閉校。

### 橋本市
- 和歌山県立伊都高等学校 - 2015年伊都郡かつらぎ町の紀の川高と統合し和歌山県立伊都中央高等学校となり[5]、2017年閉校。

### 伊都郡
- 和歌山県立紀の川高等学校｛定時制、通信制｝- 2015年橋本市の伊都高と統合し伊都中央高となり[5]、2018年閉校[6]。

### 海南市
- 海南市立海南市高等学校 - 2007年下津女子高と統合し海南市立海南下津高等学校へ、2009年閉校[注釈 1]。
- 海南市立下津女子高等学校 - 2007年海南市高と統合し海南下津高へ[注釈 2]
- 和歌山県立海南高等学校下津分校｛定時制｝ - 2016年閉校[7]。
- 海南市立海南下津高等学校 - 2024年閉校[8]

### 西牟婁郡
- 和歌山県立南紀高等学校周参見分校｛定時制｝ - 2016年閉校[7]。

### 東牟婁郡
- 和歌山県立串本高等学校 - 2008年古座高と統合し和歌山県立串本古座高等学校串本校舎へ[9]。
- 和歌山県立古座高等学校 - 2008年串本高と統合し串本古座高古座校舎となり[9]、2019年廃止[10]。

## 私立高等学校

### 和歌山市
- 三尾実業高等学校 - 1952年廃校。
- 向陽台高等学校和歌山キャンパス- 2003年閉校[注釈 3]。

### 那智勝浦町
- 那智女子高等学校 ‐1970年4月開校、1979年3月廃校[11]。